# Anórien
Anórien is een fictieve landstreek in In de ban van de ring van J.R.R. Tolkien.
Anórien is een dunbevolkte en de noordelijkste van de regio's of lenen van het koninkrijk Gondor. Het ligt tussen Rohan in het noorden, begrensd door de Entwas en het westen, begrensd door de Glanhir, de rivier de Anduin in het oosten en de Witte Bergen in het zuiden. Op zeven toppen van de Witte Bergen staan de Bakens van Gondor, die in tijden van nood werden gebruikt om de bevolking te waarschuwen.
In het zuidoosten ligt het Drúadanwoud. In dit woud wonen Wozen. Dit volk helpt in de Oorlog om de Ring de Rohirrim om op tijd de Velden van Pelennor te bereiken tijdens de belegering van Minas Tirith. Na de Oorlog wijst koning Elessar het woud officieel aan de Wozen toe.